# Championnat d'Union soviétique de football 1974
Navigation
Saison 1973 Saison 1975
La saison 1974 de Vyschaïa Liga est la 36e édition du Championnat d'URSS de football.
Lors de cette saison, le Ararat Erevan va tenter de conserver son titre de champion d'URSS face aux 15 meilleurs clubs soviétiques lors d'une série de matchs aller-retour se déroulant sur toute l'année. 
Quatre places sont qualificatives pour les compétitions européennes, la cinquième place étant celle du vainqueur de la Coupe d'URSS 1975.

## Qualifications en Coupe d'Europe
À l'issue de la saison, le champion participera à la Coupe des clubs champions 1975-1976.
Le vainqueur de la Coupe d'URSS 1975 participera à la Coupe des coupes 1975-1976, si ce club est le champion, alors le finaliste de la coupe le remplacera.
Les trois places pour la Coupe UEFA 1975-1976 sont attribuées aux deuxième, troisième et quatrième du championnat si ceux-ci ne sont pas les vainqueurs de la coupe, si c'est effectivement le cas la place reviendra au cinquième.

## Clubs participants

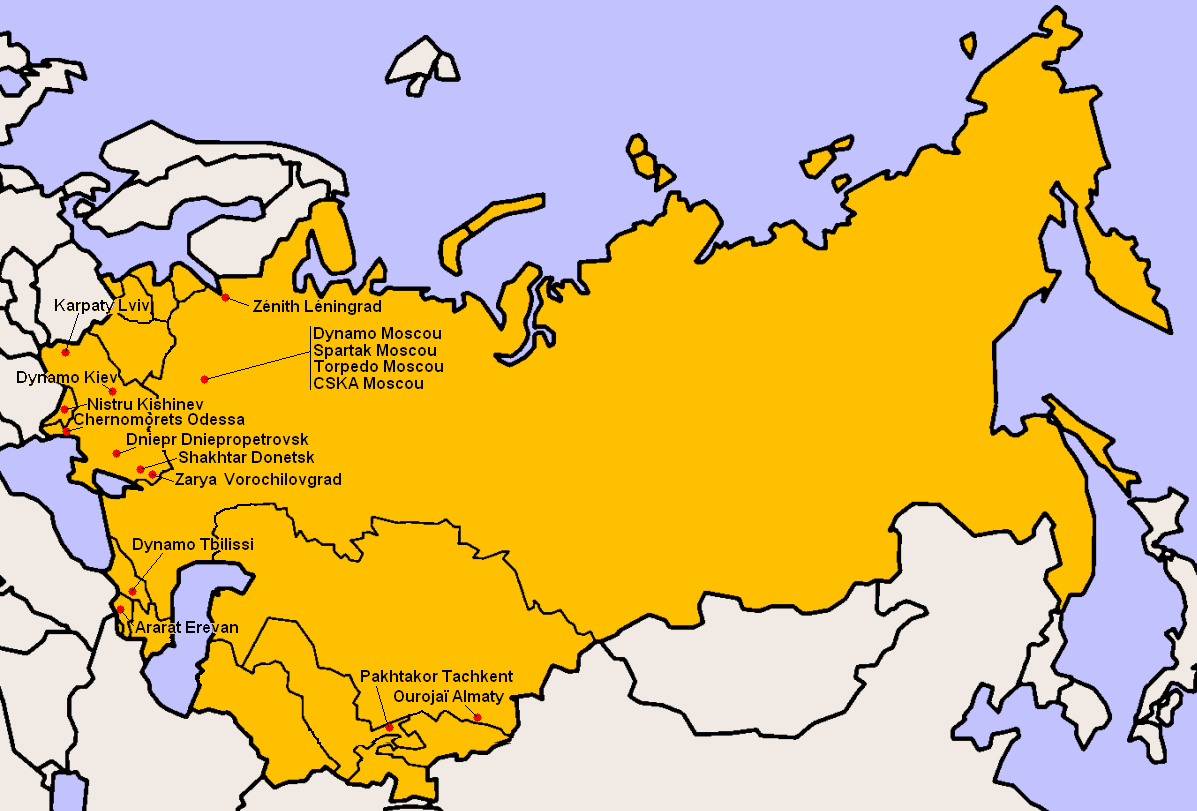
Localisation des clubs engagés dans le championnat.

- Premier tour de la Coupe des clubs champions 1974-1975
- Premier tour de la Coupe des coupes 1974-1975
- Premier tour de la Coupe UEFA 1974-1975
- Promu de deuxième division

| Club                   | Présent depuis | Classement 1973 | Entraîneur           | Stade                | Capacité |
| ---------------------- | -------------- | --------------- | -------------------- | -------------------- | -------- |
| Ararat Erevan          | 1966           | 1er             | Nikita Simonian      | Stade Hrazdan        | 69 000   |
| Dynamo Kiev            | 1936           | 2e              | Valeri Lobanovski    | Stade central        | 83 450   |
| Dinamo Moscou          | 1936           | 3e              | Gavriil Kachalin     | Stade Dinamo         | 36 540   |
| Spartak Moscou         | 1936           | 4e              | Nikolaï Gouliaïev    | Stade central Lénine | 84 745   |
| Dinamo Tbilissi        | 1936           | 5e              | Mikhail Yakushin     | Stade Lénine-Dinamo  | 55 000   |
| Chakhtior Donetsk      | 1973           | 6e              | Vladimir Salkov (en) | Stade Chakhtior      | 31 800   |
| Zaria Vorochilovgrad   | 1967           | 7e              | Ievgueni Pestov (ru) | Stade Avangard       | 31 243   |
| Dniepr Dniepropetrovsk | 1972           | 8e              | Viktor Kanevski      | Stade Meteor         | 26 400   |
| Kaïrat Almaty          | 1971           | 9e              | Artiom Falian (en)   | Stade central        | 26 300   |
| CSKA Moscou            | 1954           | 10e             | Vladimir Agapov (en) | Stade central Lénine | 84 745   |
| Zénith Léningrad       | 1938           | 11e             | German Zonine        | Stade Kirov          | 72 000   |
| Pakhtakor Tachkent     | 1973           | 12e             | Viatcheslav Soloviov | Stade Pakhtakor      | 60 000   |
| Torpedo Moscou         | 1938           | 13e             | Valentin Ivanov      | Stade Torpedo        | 12 300   |
| Karpaty Lvov           | 1971           | 14e             | Ernő Juszt (en)      | Stade Droujba        | 28 100   |
| Tchernomorets Odessa   | 1974           | 1er (D2)        | Ahmad Alaskarov (en) | Stade central        | 30 800   |
| Nistru Kichinev        | 1974           | 2e (D2)         | Viktor Korolkov (ru) | Stade républicain    | 21 580   |

### Changements d'entraîneurs
| Club                 | Entraîneur partant    | Date de départ | Entraîneur arrivant  | Date d'arrivée |
| -------------------- | --------------------- | -------------- | -------------------- | -------------- |
| Dinamo Tbilissi      | Givi Chokheli         | juillet 1974   | Mikhail Yakushin     | août 1974      |
| Zaria Vorochilovgrad | Vsevolod Blinkov (en) | juillet 1974   | Ievgueni Pestov (ru) | juillet 1974   |
| Chakhtior Donetsk    | Iouri Zakharov (ru)   | août 1974      | Vladimir Salkov (en) | août 1974      |
| Karpaty Lvov         | Valentin Bouboukine   | septembre 1974 | Ernő Juszt (en)      | septembre 1974 |